# Кваліфікаційні нормативи на Чемпіонат світу з легкої атлетики 2019
Кваліфікаційні нормативи на Чемпіонат світу з легкої атлетики 2019 є встановленими ІААФ умовами (результатами), яких має бути дотримано (досягнуто) атлетами у встановлений період для того, щоб відповідні національні федерації мали право заявити їх для участі в чемпіонаті. Нормативи на чемпіонат-2019 були опубліковані у вересні (зі змінами — у листопаді) 2018 року та затверджені Радою ІААФ 4 грудня того самого року.

## Вимоги до віку атлетів
За умови виконання нормативу:
- атлети старше 20 років могли бути заявлені без обмеження по дисциплінах;
- атлети у віці 18-19 років (2000—2001 років народження) могли бути заявлені до будь-якої дисципліни, крім марафонського бігу та спортивної ходьби на 50 кілометрів;
- атлети у віці 16-17 років (2002—2003 років народження) могли бути заявлені до будь-якої дисципліни, крім метань, багатоборств, бігу на 10000 метрів, марафонського бігу та спортивної ходьби;
- атлети у віці до 16 років (2004 року народження або молодше) не могли бути заявлені до жодної дисципліни.

## Індивідуальні нормативи
Норматив для участі у індивідуальній дисципліні (будь-яка дисципліна чемпіонату, крім естафет) міг бути виконаний в один з наступних способів:
- шляхом досягнення кваліфікаційного результату (англ. entry standard) впродовж кваліфікаційного періоду (англ. qualification period);
- шляхом посідання відповідного місця на одному з нижчеперелічених змагань:
  - для будь-якої індивідуальної дисципліни, крім марафонського бігу: 1 місце на континентальній першості;
  - для бігу на 10000 метрів: 1-15 місце у забігах дорослих на Чемпіонаті світу з кросу 2019;
  - для марафонського бігу: 10 найкращих спортсменів за результатами, показаними ними на марафонах серії IAAF Gold Label[en];
- шляхом перемоги у відповідній дисципліні на попередньому чемпіонаті світу з легкої атлетики або в загальному заліку Діамантової ліги чи перебування (на момент закінчення кваліфікаційного періоду) на першому місці в заліку Виклику ІААФ з метання молота[en], Виклику ІААФ з багатоборств[en] та Виклику ІААФ зі спортивної ходьби[en] 2019 року. Атлетів, які підпадали під цей критерій, дозволялось заявляти додатково до трьох атлетів, які показали кваліфікаційний результат;
- крім бігу на 10000 метрів, марафонського бігу та спортивної ходьби, шляхом перебування атлета у найвищих пунктах світового рейтинга поточного року (за результатом) у відповідній дисципліні за умови недобору атлетів до встановленої ІААФ квоти в цій дисципліні за попередніми критеріями.

Національна федерація, атлети якої не досягли індивідуального нормативу у будь-який з вищеперелічених способів, мала право заявити одного атлета у відповідній дисципліні (крім бігу на 10000 метрів та бігу на 3000 метрів з бар'єрами). Заявка таких атлетів у шосейних дисциплінах та метаннях могла бути здійснена за умови окремого погодження з ІААФ.

## Естафетні нормативи
Норматив для участі в естафетній дисципліні мав бути виконаний в один з наступних способів:
- шляхом посідання командою 1-10 місць (1-12 місць — для змішаної естафети 4×400 метрів) на Світових естафетах ІААФ 2019;
- шляхом перебування (на момент закінчення кваліфікаційного періоду) команди у найвищих пунктах світового рейтинга (за результатом) у відповідній дисципліні для добору команд до встановленої ІААФ квоти в цій дисципліні на місця, що залишились.

## Кваліфікаційний період
Норматив мав бути досягнутий у період з 7 вересня (для бігу на 10000 метрів, марафонського бігу, спортивної ходьби, естафет та багатоборств, для яких був встановлений подовжений період — з 7 березня) 2018 року до 6 вересня 2019 року.

## Кваліфікаційні результати
Для отримання права бути заявленим на чемпіонат, основна частина атлетів повинна була показати впродовж кваліфікаційного періоду нижченаведені результати. ІААФ добирала атлетів за їх найкращими результатами в сезоні до заповнення квоти у відповідній дисципліні, якщо тих, хто виконає індивідуальний норматив виявиться менше встановленої квоти.
| Дисципліна                     | Чоловіки          | Чоловіки  | Жінки             | Жінки |
| Результат                      | Квота             | Результат | Квота             |       |
| ------------------------------ | ----------------- | --------- | ----------------- | ----- |
| Дисципліни на доріжці стадіону |                   |           |                   |       |
| 100 метрів                     | 10,10             | 48        | 11,24             | 48    |
| 200 метрів                     | 20,40             | 56        | 23,02             | 56    |
| 400 метрів                     | 45,30             | 48        | 51,80             | 48    |
| 800 метрів                     | 1.45,80           | 48        | 2.00,60           | 48    |
| 1500 метрів (1 миля)           | 3.36,00 (3.53,10) | 45        | 4.06,50 (4.25,20) | 45    |
| 3000 метрів з перешкодами      | 8.29,00           | 45        | 9.40,00           | 45    |
| 5000 метрів                    | 13.22,50          | 42        | 15.22,00          | 42    |
| 10000 метрів                   | 27.40,00          | 27        | 31.50,00          | 27    |
| 100 метрів з бар'єрами         | -                 | -         | 12,98             | 40    |
| 110 метрів з бар'єрами         | 13,46             | 40        | -                 | -     |
| 400 метрів з бар'єрами         | 49,30             | 40        | 56,00             | 40    |
| Технічні дисципліни            |                   |           |                   |       |
| Стрибки у висоту               | 2,30              | 32        | 1,94              | 32    |
| Стрибки з жердиною             | 5,71              | 32        | 4,56              | 32    |
| Стрибки в довжину              | 8,17              | 32        | 6,72              | 32    |
| Потрійний стрибок              | 16,95             | 32        | 14,20             | 32    |
| Штовхання ядра                 | 20,70             | 32        | 18,00             | 32    |
| Метання диска                  | 65,00             | 32        | 61,20             | 32    |
| Метання молота                 | 76,00             | 32        | 71,00             | 32    |
| Метання списа                  | 83,00             | 32        | 61,50             | 32    |
| Багатоборство                  |                   |           |                   |       |
| Семиборство                    | -                 | -         | 6300              | 24    |
| Десятиборство                  | 8200              | 24        | -                 | -     |
| Шосейні дисципліни             |                   |           |                   |       |
| Марафон                        | 2:16.00           | 100       | 2:37.00           | 100   |
| Ходьба 20 км                   | 1:22.30           | 60        | 1:33.30           | 60    |
| Ходьба 50 км                   | 3:59.00           | 50        | 4:30.00           | 30    |
| Естафети*                      |                   |           |                   |       |
| 4×100 метрів                   | -                 | 16        | -                 | 16    |
| 4×400 метрів                   | -                 | 16        | -                 | 16    |

* Для змішаної естафети 4×400 метрів була також встановлена квота у 16 команд.